# Polygamie in Turkije

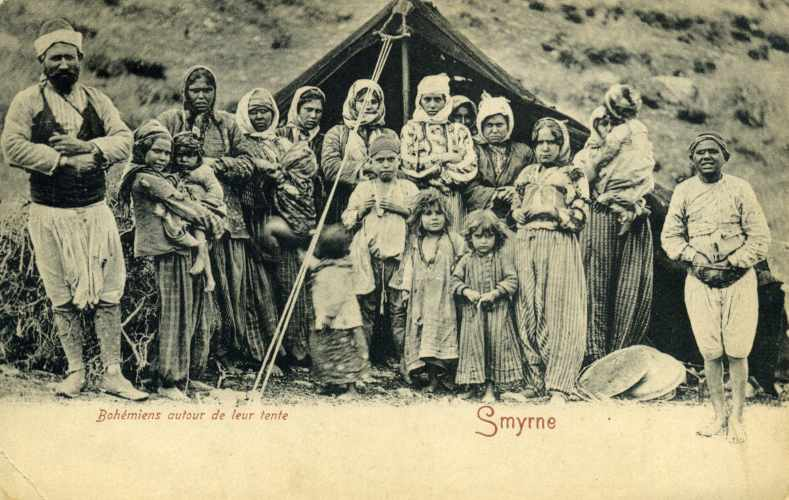
Een Turkse zigeunerman met zijn vrouwen en kinderen in Smyrna (het huidige İzmir), omstreeks 1903.

Polygamie in Turkije (Turks: Türkiye'de çok eşlilik) is met de inwerkingtreding van het Turks Burgerlijk Wetboek in 1926 onder leiding van president Mustafa Kemal Atatürk niet meer mogelijk en wordt krachtens artikel 230 van het Turks Wetboek van Strafrecht gecriminaliseerd met een gevangenisstraf van ten hoogste twee jaren.
Ondanks het wettelijke verbod op polygamie in Turkije bestaat dit in praktijk nog steeds, hoewel dat vrij zeldzaam is. Met name in de regio's met een significante Koerdische bevolking, zoals Zuidoost-Anatolië en Oost-Anatolië, komt polygamie nog voor. Volgens een onderzoek in 2011 bleek dat in Turkije naar schatting ongeveer 372.000 vrouwen hun echtgenoot met minstens één andere vrouw delen, waaronder 187.000 vrouwen in de leeftijdscategorie 15 tot en met 59 jaar (oftewel 1,1% van alle vrouwen in Turkije in die leeftijdscategorie). In Şanlıurfa loopt het percentage vrouwen in polygame huwelijken op tot 7,4% van alle vrouwen tussen 15-59 jaar, terwijl de helft van de echtelieden in het dorp Bakırtaş (gemeente Eyyübiye) uit mannen met twee of meerdere vrouwen bestaat. Naar schatting is 12% van de mannen in het district Suruç getrouwd met twee of meerdere vrouwen, terwijl 11,3% van de vrouwen in de provincie Van onderdeel van polygame huwelijken vormden. Al met al komt polygamie in Zuidoost-Anatolië ruim twee keer zo vaak voor onder vrouwen in de plattelandsgebieden (7,7%) vergeleken met vrouwen die leven in stedelijke nederzettingen (3,4%).
In een onderzoek uit 2013, uitgevoerd door het Pew Research Center, bleek dat 78% van de Turkse moslims polygamie moreel onacceptabel vond. Daarentegen vond slechts 13% van de Turkse moslims polygamie wel moreel aanvaardbaar.
Sinds het uitbreken van de Syrische Burgeroorlog is er een toenemend aantal mannen in Turkije, vooral in de provincies bij de Syrische grens, die ervoor kiezen om met Syrische vrouwen te trouwen, ondanks dat ze al getrouwd zijn met een vrouw uit Turkije en vaak ook al kinderen hebben. Naar schatting is 17% van de Syrische gezinshoofden in Turkse vluchtelingenkampen een alleenstaande vrouw (vaak weduwen), waardoor deze groep van gemarginaliseerde vrouwen extra kwetsbaar is voor polygamie.
In 2010 zorgde een van de advisieurs van premier Recep Tayyip Erdoğan, de in Antalya geboren Ali Yüksel, voor grote ophef in Turkije nadat hij bekend maakte om met een vierde vrouw te trouwen.